# 张洪镇
张洪镇，是中华人民共和国陕西省咸陽市旬邑县下辖的一个乡镇级行政单位。

## 行政区划
张洪镇下辖以下地区：
新丰村、新昌村、府池村、秦家屯庄村、上皇楼村、下皇楼村、张洪村、陆家胡同村、高坪村、中街村、庆丰村、秦家村、庄里村、百子村、赵家村、南头村、店子村、于家村、上堡村、孙家村、蒙家村、西头村和枣林村。